# Rento de Altamira (Ademuz)

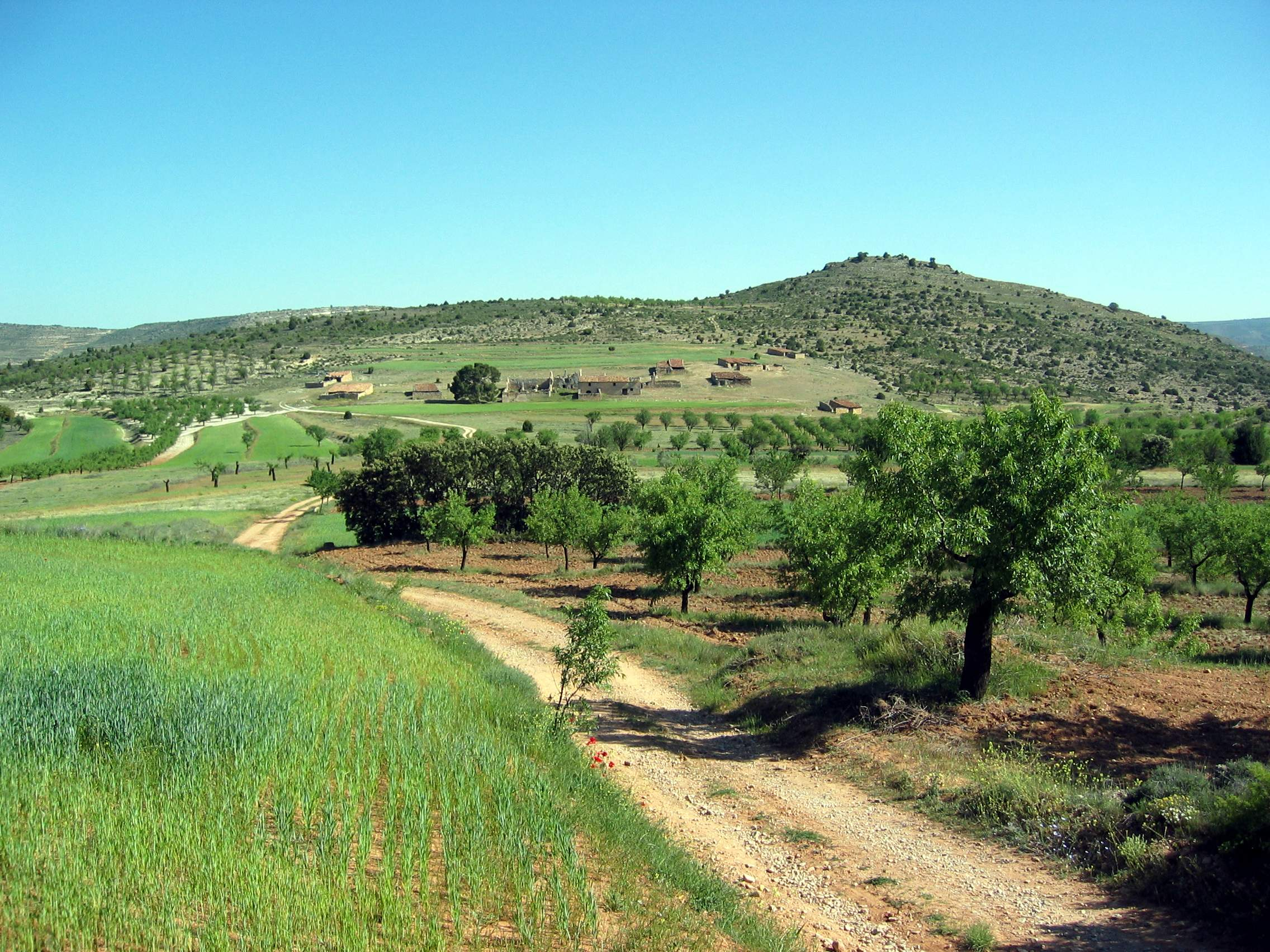
Vista general de la dehesa y caserío de Altamira, Ademuz (Valencia), con el cerro al fondo, año 2015.

El rento de Altamira (también conocido como Masada de Altamira, Dehesa de Altamira o simplemente Altamira), es un caserío en despoblado, ubicado en el término municipal de Ademuz, provincia de Valencia (Comunidad Valenciana, España). 
Dicho caserío está en la actualidad deshabitado, pero antaño formó parte del poblamiento disperso del Rincón de Ademuz, junto a otros en Ademuz (Casas de la Balsa, Casas de Guerrero, El Soto, El Sotillo, y el Molino de los Cuchillos), Castielfabib (Casa Aurel, Casa del Mojón, Casa Molina, ambos Colladillos -el de Arriba y el de Abajo-, Las Monjas, Las Tóvedas –de Arriba y de Abajo-, La Veintena, y el Molino del Barranco Hondo), Puebla de San Miguel (El Pomar, La Masada, Masada de los Boteros, Masada de don Joseph Soriano y Montoya, y Masada de Sandalinas), en Torrebaja (Molino de San José o de Arriba y el Molino de Abajo, también conocido como "del Señor" o "del Mayorazgo") y Vallanca (La Veguilla, también conocida como "San Juan de la Veguilla"), entre otros lugares, cuyas fincas laboraban aparceros o renteros de los antiguos mayorazgos o propietarios. Algunos de estos lugares han desaparecido, otros se hallan en estado ruinoso o en situación de abandono, solo uno, El Soto, en el término municipal de Ademuz, está habitado de forma permanente por una familia.

## Historia
De la Dehesa de Altamira se tienen noticias documentales, como mínimo desde el siglo XIV, pues consta la reseña de una escritura de reconocimiento hecha por el Consejo de Ademuz, a favor del señor de Torrealta, de fecha 1377. Asimismo, existen referencias de una multa a unos de Ademuz que entraron en la Dehesa, de fecha 1673. Y de un poder para pleitos dado por el Justicia de Torrealta a unos de Altamira, de fecha 1713, etc.

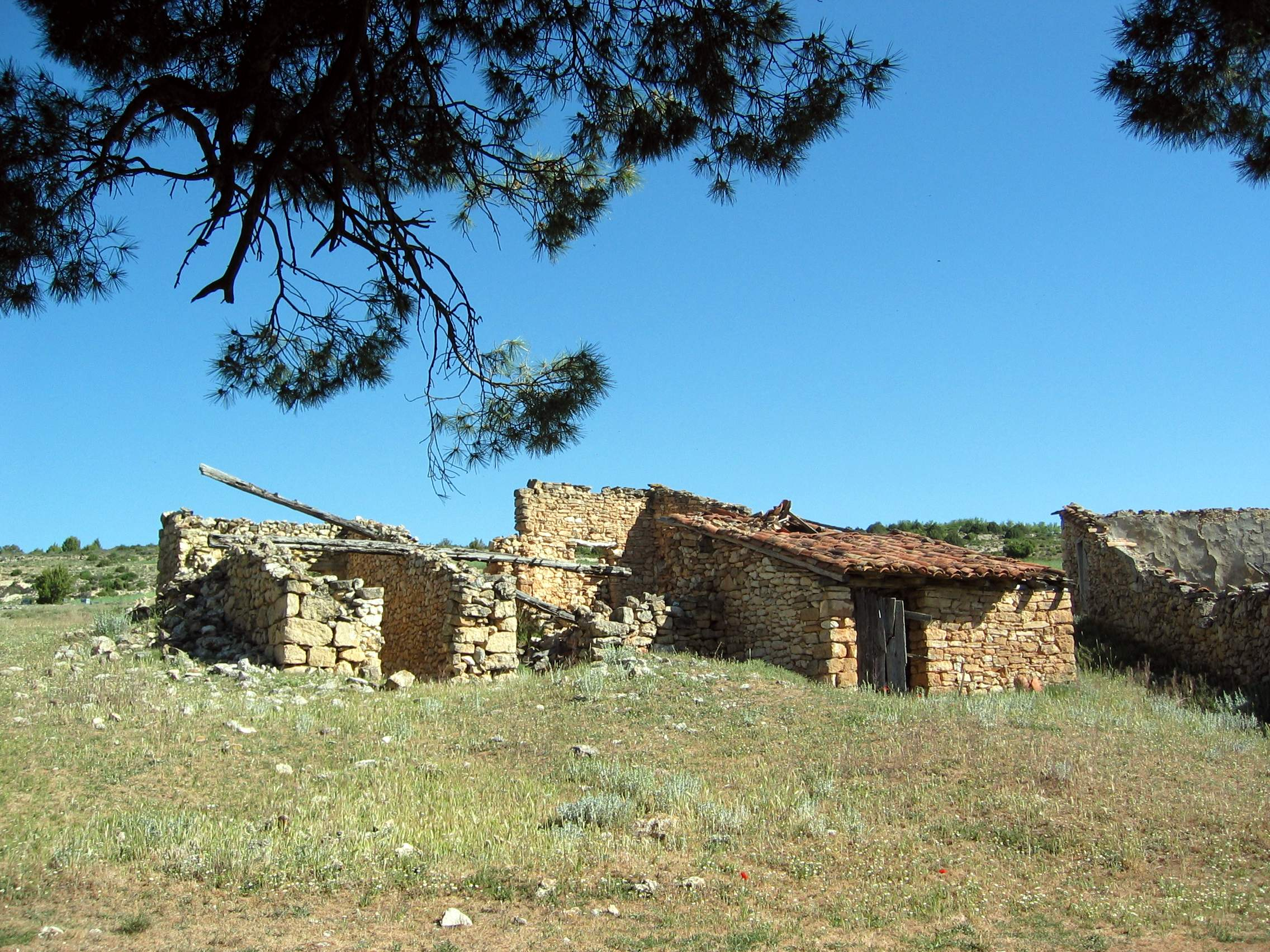
Construcciones tradicionales en el rento de Altamira, Ademuz (Valencia), año 2015.

El caserío del rento de Altamira, sin embargo, se construyó a mediados del siglo XVIII (1760), por iniciativa de su propietario –don Francisco Garcés de Marcilla, señor de Torrealta-, que pretendió explotar la dehesa mediante un asentamiento estable de colonos en el lugar. Aunque aquella iniciativa fracasó, las construcciones quedaron y la dehesa se cultivó. Don Francisco Garcés de Marcilla, hijo de Lorenzo Garcés de Marcilla y Ocón y de María Antonia Puig de Orfila (de Alcañiz, Teruel), casó en 1780 con Rosalía Díez Girón de Robolledo y Llorens, baronesa de Andilla –que aportó la Baronía de Andilla al señorío de los Garcés de Marcilla de Torrealta-.
Consta también la referencia a una escritura autorizada por Vicente Ezpeleta, de fecha 24 de mayo de 1797, conforme don Francisco Garcés de Marcilla cede a don Tomás Calza un terreno en la partida de Altamira para construir una fábrica de azufre, estableciéndose un censo anual de 2 libras.
A finales del siglo XVIII la masada estaba habitada por cinco vecinos, pero desde entonces sólo ha estado habitada temporalmente.
A comienzos del siglo XX (1917), la propiedad fue adquirida por el Ayuntamiento de Riodeva, comprometiéndose la compra en 160.000 pesetas, a pagar en varios plazos: 

«De dicha cantidad se formalizaron 73 acciones que fueron compradas por los vecinos de dicho pueblo (Riodeva, Teruel) con arreglo a sus posibilidades económicas, interviniendo en la compra D. Joaquín Torán, de Teruel».
Torrebaja en el Rincón de Ademuz, Ricardo Fombuena Vidal

Desde la segunda década del siglo XX, la Dehesa de Altamira ha venido cultivándose por sus propietarios de Riodeva (Teruel), los adquirientes de aquellas acciones.

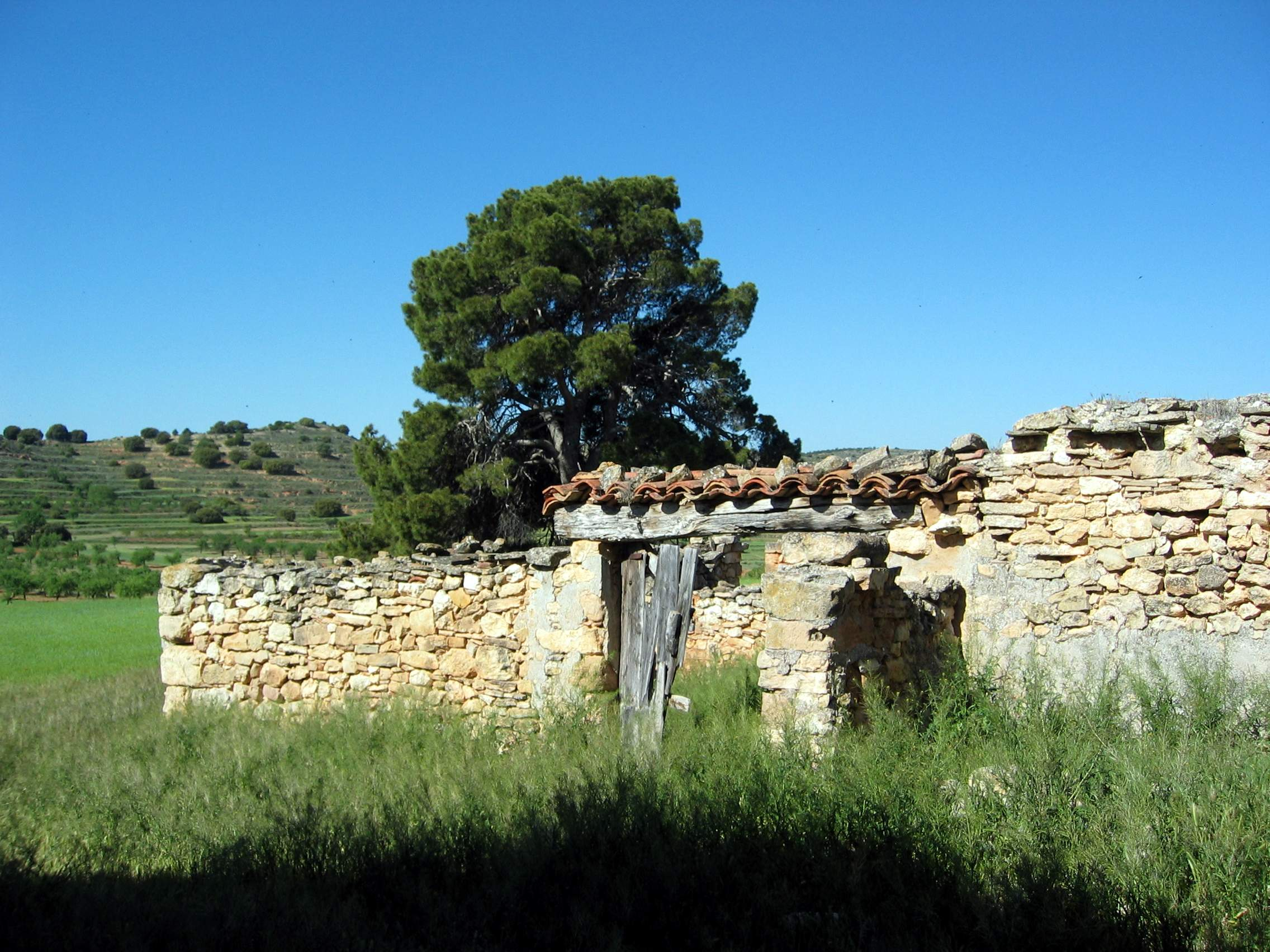
Construcciones tradicionales en el «rento de Altamira», Ademuz (Valencia), con el secular pino que señorea el lugar al fondo, año 2015.

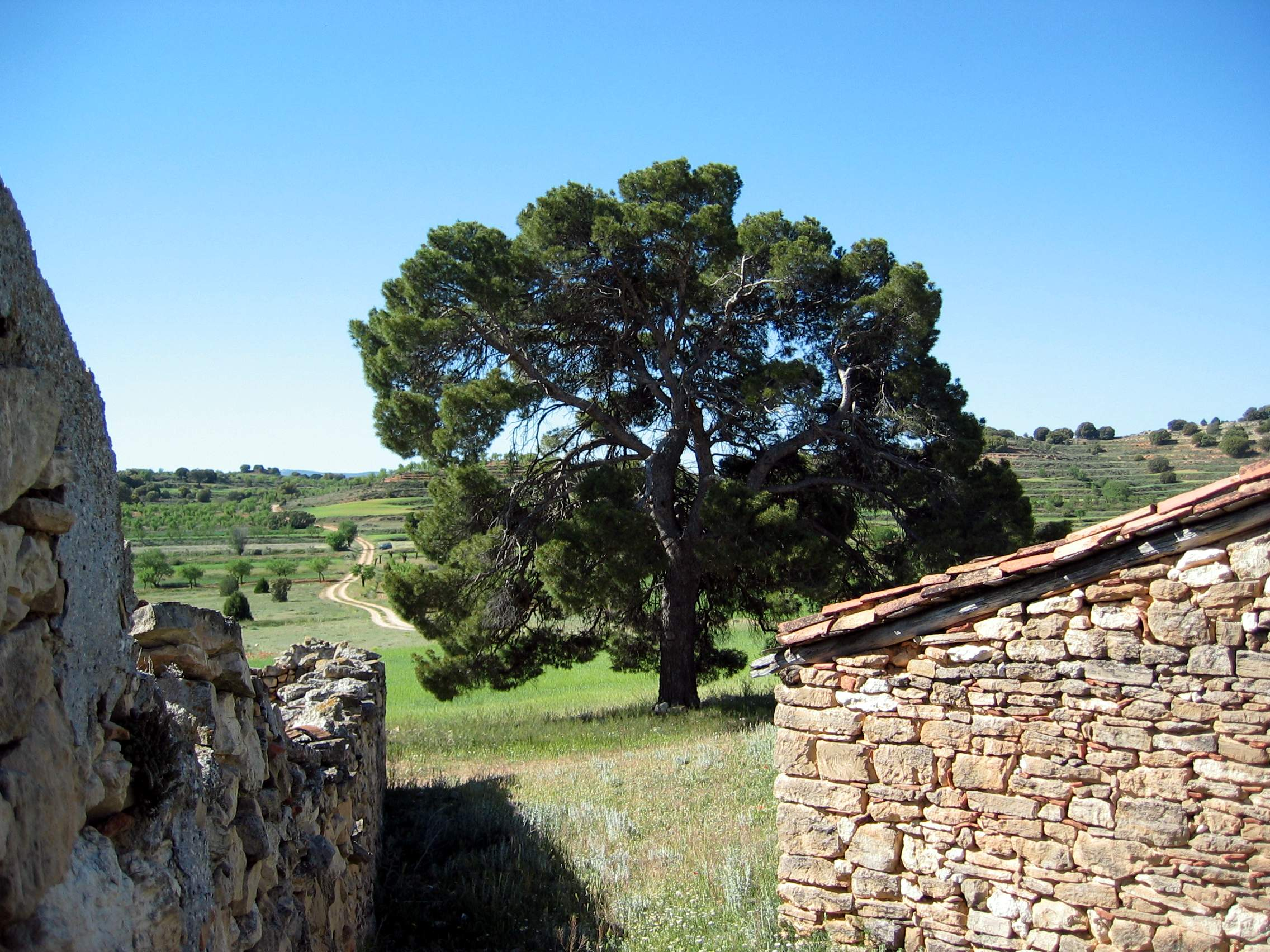
Construcciones tradicionales en el «rento de Altamira», Ademuz (Valencia), con el secular pino que señorea el lugar al fondo, año 2015.

## Ubicación y estado
Altamira se halla en el extremo más septentrional del término de Ademuz, lindante con el de Riodeva. La Dehesa ocupa una amplia vaguada que se extiende de este a oeste, mientras que el antiguo caserío -formado por algunas viviendas, almacenes, eras y pajares, corrales y descubiertos prácticamente arruinados-, se halla en el extremo norte, al pie del cerro de Altamira, en cuya cima hubo un asentamiento ibero o celtíbero. Prueba de ello son los restos arqueológicos, «basados en cerámicas de superficie y arrastre de esta época que hay en la cima del monte y laderas meridionales».
Desde el cerro de Altamira la perspectiva meridional de la extensa hoya es magnífica, al pie del cerro se hallan los restos del antiguo caserío, centrado por un secular pino carrasco (Pinus halepensis) de grueso tronco. En la parte honda del valle predominan los cultivos de cereal, con plantaciones de almendros en las laderas abancaladas.

«No vimos ninguna fuente en las inmediaciones, lo que nos lleva a pensar que el intento del señor de Torrealta para colonizar la zona con población estable –ya en el siglo XVIII- debió tropezar con este inconveniente, y ello no obstante la amenidad del valle».
El Rincón de Ademuz en imágenes: Aldeas y lugares, Alfredo Sánchez Garzón

Propiamente, la fuente de alguna entidad más cercana se halla en el camino de Riodeva a Mas del Olmo, a varios kilómetros del caserío de Altamira.

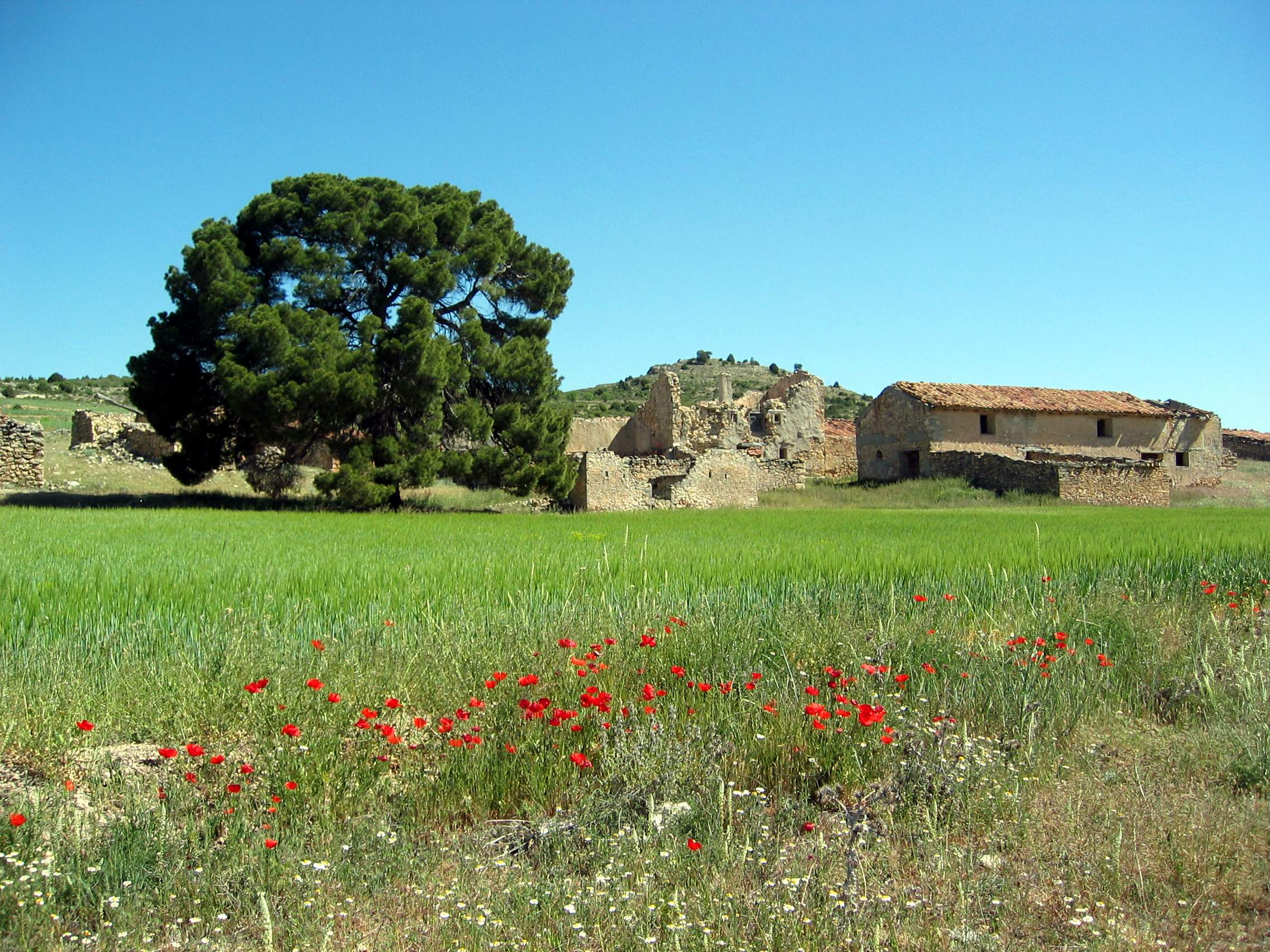
Vista parcial del rento de Altamira, Ademuz (Ademuz), con detalle del secular pino que señorea el lugar, año 2015.

Desde una óptica constructiva, la fábrica de los corrales y descubiertos se basa en mampostería careada con grandes sillares en las esquinas. Los rediles muestran jambas de piedra caliza tomadas con mortero de yeso y gruesas vigas como dintel. Este tipo de entradas a majadas y rediles son frecuentes en la zona, conformando una singular arquitectura tradicional (vernacular). Asimismo, existen otras muchas construcciones con muros de mampostería careada en seco, básicamente en los muros de corrales y descubiertos. En general, la construcción de estos edificios accesorios evidencia cierto esmero, dada la calidad de los materiales empleados, sencillos pero nobles.